# Стоян, Моника
Моника Стоян (рум. Monica Stoian; род. 25 августа 1982, Сибиу) — румынская легкоатлетка, специалистка по метанию копья. Выступала за сборную Румынии по лёгкой атлетике в 1999—2012 годах, обладательница бронзовой медали чемпионата мира, серебряная призёрка Всемирной Универсиады, чемпионка Балкан, многократная победительница первенств национального значения, участница летних Олимпийских игр в Пекине.

## Биография
Моника Стоян родилась 25 августа 1982 года в городе Сибиу, Румыния.
Впервые заявила о себе в лёгкой атлетике на международном уровне в сезоне 1999 года, когда вошла в состав румынской сборной и выступила на юношеском мировом первенстве в Быдгоще, где в зачёте метания копья стала седьмой.
В 2001 году в той же дисциплине заняла восьмое место на юниорском европейском первенстве в Гроссето, одержала победу на юниорском балканском первенстве в Анкаре.
В 2005 году превзошла всех соперниц на чемпионате Балкан в Нови-Саде.
В 2006 году выиграла чемпионат Румынии в Бухаресте и Балканские игры в Зенице.
В 2007 году заняла 13-е место на Кубке Европы по зимним метаниям в Ялте. Будучи студенткой, представляла Румынию на Всемирной Универсиаде в Бангкоке, где завоевала серебряную награду в программе метания копья. Также в этом сезоне отметилась выступлением на чемпионате мира в Осаке.
В 2008 году была восьмой на Кубке Европы по зимним метаниям в Сплите. Благодаря череде успешных выступлений удостоилась права защищать честь страны на летних Олимпийских играх в Пекине — на предварительном квалификационном этапе метнула копьё на 54,56 метра, чего оказалось недостаточно для выхода в финал.
В 2009 году с личным рекордом 64,51 заняла четвёртое место на чемпионате мира в Берлине (впоследствии в связи с допинговой дисквалификацией россиянки Марии Абакумовой поднялась в итоговом протоколе на третью позицию и стала бронзовой призёркой). Позднее показала шестой результат на Всемирном легкоатлетическом финале в Салониках.
В 2010 году принимала участие в Кубке Европы по зимним метаниям в Арле.
В 2012 году выступила на Кубке Европы по зимним метаниям в Баре и по окончании сезона завершила спортивную карьеру.